# Melanophthalma montivaga
Melanophthalma montivaga es una especie de coleóptero de la familia Latridiidae.

## Distribución geográfica
Habita en Bolivia.